# Mlabri
Mlabri är ett språk och en etnisk folkgrupp i norra Thailand och i  Laos, på thailändska är de även kända som Phi Tong Luang (ผีตองเหลือง). Mlabri utgör bara några hundratal individer.
Språket tillhör den austroasiatiska språkfamiljen och är närmast besläktat med språken inom Kammugruppen. I den utökade internationella språkkodsstandarden ISO 639-3 har mlabri koden mra. De danska språkforskarna Jørgen Rischel (1934-2007) och Søren Egerod (1923-1995) har gjort omfattande forskning om mlabrispråket.